# International Standard Payload Rack

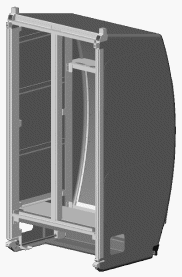
Estante de carga estándar internacional.

El programa de la Estación Espacial Internacional ha adoptado el estante de carga estándar internacional (ISPR, por sus siglas en inglés) para respaldar la integración eficiente e inalterable de la carga útil – y para maximizar la investigación en conjunto entre investigadores. Los 37 espacios para ISPR para cargas científicas en la estación proporcionan un conjunto común de interfaces a pesar de su localización. También proporcionan servicios no estandarizados en posiciones elegidas para requerimientos específicos de la carga.

## Capacidades
Cada ISPR proporciona 1,571 m³ de volumen interno siendo unos 2 m de alto, 1,05 m de ancho, y 85,9 cm de fondo. El estante pesa 104 kg y puede acomodar un equipo adicional de 700 kg de carga. El estante tiene suministros internos de montaje para permitir añadir una estructura secundaria. Los ISPRs serán equipados con un delgado poste central para acomodar las cargas de tamaño inferior al del estante, tales como el cajón de 483 mm del estante SIR del Spacelab o el armario de media cubierta del transbordador espacial. Las puertas de paso de útiles están situadas en cada lado para permitir a los cables distribuirse entre los estantes. Hay puntos de unión a los módulos en la parte superior del estante y puntos de pivote en el fondo. Los puntos de pivote sirven para la instalación y el mantenimiento. Los raíles en el poste frontal exterior permiten montar equipamiento y portátiles. Además hay adaptadores adicionales sobre los ISPRs para su manipulación en tierra.

## Otros sistemas ISPR
Japón ha desarrollado un ISPR con interfaces y capacidades casi idénticas al de la NASA.